# Fredric Steinkamp
Fredric Steinkamp (22 de agosto de 1928 — Santa Monica, 20 de fevereiro de 2002) é um editor estadunidense. Venceu o Oscar de melhor montagem na edição de 1967 por Grand Prix.